# コスプレ☆トランス 歌いましょーこ
「コスプレ☆トランス 歌いましょーこ」（コスプレトランス うたいましょーこ）は、浜田翔子の1作目のシングル。2006年11月8日にGIRLS' RECORDからリリースされた。
このシングルの収録曲は、アルバム「はましょー☆あるばむ〜お手当てしましょーこ〜」にも収録されている。

## 収録楽曲
出典：
1. デリケートに好きして [3:51]
作詞・作曲：古田喜昭
2. うしろゆびさされ組 [4:34]
作詞：秋元康、作曲：後藤次利
3. デリケートに好きして （カラオケ）
4. うしろゆびさされ組（カラオケ）